# Eleonora Lo Bianco
Pour les articles homonymes, voir Bianco (homonymie).
Eleonora Lo Bianco (née le 22 décembre 1979 à Borgomanero, dans la province de Novare dans le Piémont) est une joueuse italienne de volley-ball. Elle mesure 1,72 m et joue au poste de passeuse. Elle totalise 524 sélections en équipe d'Italie.

## Clubs
| Club                        | De        | À         |
| --------------------------- | --------- | --------- |
| Futura Volley Busto Arsizio | 1999-2000 | 1999-2000 |
| Teodora Pallavolo Ravenne   | 2000-2001 | 2001-2002 |
| Giannino Pieralisi Volley   | 2002-2003 | 2004-2005 |
| Volley Bergame              | 2005-2006 | 2010-2011 |
| Galatasaray İstanbul        | 2011-2012 | 2013-2014 |
| Fenerbahçe İstanbul         | 2014-2015 | …         |

## Palmarès

### Club et équipe nationale
- Championnat du monde (1)
  - Vainqueur : 2002
- Grand Prix mondial
  - Finaliste : 2004, 2005
- Coupe du monde (2)
  - Vainqueur : 2007, 2011
- World Grand Champions Cup (1)
  - Vainqueur : 2009
- Championnat d'Europe (2)
  - Vainqueur : 2007, 2009
  - Finaliste :  2001, 2005
- Ligue des champions (3)
  - Vainqueur : 2007, 2009, 2010
- Coupe de la CEV 
  - Finaliste : 2012
- Championnat d'Italie (2)
  - Vainqueur : 2006, 2011
- Coupe d'Italie (2)
  - Vainqueur :  2006, 2008
  - Finaliste : 2003
- Supercoupe d'Italie
  - Finaliste : 2008
- Supercoupe de Turquie
  - Finaliste: 2012

### Distinctions individuelles
- Meilleure passeuse du Championnat d'Europe 2005
- Meilleure passeuse du Grand Prix Mondial 2006
- Meilleure passeuse de la Ligue des Champions 2007
- Meilleure passeuse du Championnat d'Europe 2009
- Meilleure passeuse de la Ligue des Champions 2010